# Вулиця Юри Зойфера
Ву́лиця Ю́ри Зо́йфера (до 2016 — ву́лиця Анрі́ Барбю́са) — вулиця у Шевченківському районі Харкова, у районі Держпрома. Довжина 340 м. Починається від майдану Свободи, перетинається з проспектом Незалежності та вулицею Бориса Чичибабіна. Закінчується на перетині з вулицею Данилевського. Забудована переважно п'ятиповерховими будинками.
Заснована в 1920-х роках при будівництві Держпрому. Первинна назва — Радіальна 1-я вулиця (за іншими джерелами — вулиця Радіальна, вулиця Червоних хіміків). Перейменована 20 вересня 1936 року на честь французького письменника-марксиста та журналіста Анрі Барбюса. В роки німецької окупації (1942—1943) згідно з рішенням Міськуправи від 7 вересня 1942 року отримала ім'я Леоніда Глібова (1827—1893) українського поета, байкаря і лірика.
2 лютого 2016 року відповідно до Закону України «Про засудження комуністичного та націонал-соціалістичного (нацистського) тоталітарних режимів в Україні та заборону пропаганди їхньої символіки» перейменована на честь Юри Зойфера — письменника, журналіста та антифашиста, який народився у Харкові, а згодом емігрував до Австрії.